# Typhlodromips constrictatus
Typhlodromips constrictatus är en spindeldjursart som först beskrevs av E.M. El-Banhawy 1984.  Typhlodromips constrictatus ingår i släktet Typhlodromips och familjen Phytoseiidae. Inga underarter finns listade i Catalogue of Life.